# 6 Feet Beneath the Moon
6 Feet Beneath the Moon è il primo album in studio del cantautore britannico King Krule, pseudonimo di Archy Marshall. Il disco è uscito nel 2013.
Venne eletto "album dell'anno" dalla rivista italiana Rumore.

## Tracce
Testi e musiche di Archy Marshall.
1. Easy Easy – 2:50
2. Border Line – 3:06
3. Has This Hit? – 4:26
4. Foreign 2 – 3:39
5. Ceiling – 2:56
6. Baby Blue – 3:36
7. Cementality – 3:44
8. A Lizard State – 4:20
9. Will I Come – 1:55
10. Ocean Bed – 3:31
11. Neptune Estate – 5:13
12. The Krockadile – 4:52
13. Out Getting Ribs – 4:16
14. Bathed in Grey – 4:02